# 44011 Juubichi
44011 Juubichi este un asteroid din centura principală de asteroizi.

## Descriere
44011 Juubichi este un asteroid din centura principală de asteroizi. A fost descoperit pe 29 octombrie 1997 la Nanyo de Tomimaru Okuni. Asteroidul prezintă o orbită caracterizată de o semiaxă mare de 3,06 ua, o excentricitate de 0,07 și o înclinație de 8,6° în raport cu ecliptica.